# Tehla
Tehla é um município da Eslováquia, situado no distrito de Levice, na região de Nitra. Tem 19,09 km² de área e sua população em 2018 foi estimada em 504 habitantes.

## Demografia
| Ano:        | 1994 | 2004   | 2014   | 2024   |
| ----------- | ---- | ------ | ------ | ------ |
| Broj ljudi: | 570  | 557    | 516    | 489    |
| Razlika:    |      | -2,28% | -7,36% | -5,23% |

| Ano:               | 2023 | 2024   |
| ------------------ | ---- | ------ |
| Número de pessoas: | 480  | 489    |
| Diferença:         |      | +1,87% |